# Виталиан (военачалник)
Вижте пояснителната страница за други личности с името Виталиан.
Виталиан (на латински: Flavius Vitalianus, на гръцки: Βιταλιανός; † юли 520 в Константинопол) е византийски военачалник, magister militum per Thracias, оглавил два бунта срещу централното правителство, обявявайки се за император. Той се бунтува през 513 г. в Тракия против Анастасий I.

## Биография
Виталиан е роден в Залдапа в Долна Мизия (днес Абрит в североизточна България). Той е гот или скит. Син е на Патрикъл. Майка му е сестра на Македоний II, патриарх на Константинопол през 496 – 511 година. Когато Анастасий през 511 година сваля Македоний II и назначава монофизитския патриарх на Антиохия за негов наследник, в Източната Римска империя започват въстания. През 512 година Ареобинд е издигат като император. След една година comes foederatorum Виталиан ръководи съпротивата.
През 514 Виталиан навлиза в Мизия с войска, съставена главно от кутригури, преминава през Одесос и Анхиал и през 515 година достига до Константинопол. Той не успява да превземе града и се споразумява с император Анастасий I да се оттегли срещу паричен откуп и управлението на Тракия. През 518, при новия император Юстин I, военните действия са подновени и продължават до смъртта на Виталиан през 520 година.
През 520 г. при Юстин I той е отново военачалник и става консул заедно с Флавий Рустиций (в Италия). Още същата година по нареждане на императорския племенник Юстиниан той е уволнен от военната му длъжност и малко след това убит. Евагрий Схоластик съобщава, Виталиан се стремял за императорския трон.
Виталиан е баща на Кутзис (Кучис, Куцис), Бузет (Боузес) и Венил (Венилус). Неговата дъщеря е майка на Домненциол.
Той е баща или чичо на Йоан.